# Bahía Anegada
La bahía Anegada es una bahía situada en el nordeste de la Patagonia argentina, perteneciente al mar Argentino del océano Atlántico sudoccidental. Juridiccionalmente sus aguas, islas y costas se localizan en el partido de Patagones, al sudoeste de la provincia de Buenos Aires. Su centro se encuentra en las coordenadas: 40°11′10.60″S 62°13′14.96″O / -40.1862778, -62.2208222. Biológica y geomorfológicamente representa la transición entre el litoral bonaerense o pampeano y la costa patagónica.

## Aspectos históricos
Originalmente las costas de esta bahía eran habitadas por distintas parcialidades de las etnias puelches y tehuelches.
La zona fue reconocida por los españoles en el año 1780, con la visita del piloto Basilio Villarino, de la Real Armada Española. Sus marineros mataron en la isla donde hoy se asienta la localidad de Bahía San Blas, un ejemplar de cerdo silvestre, posiblemente un pecarí de collar (Pecari tajacu), por lo que la bautizaron isla del Jabalí.
Durante el año 1829 recibió la visita científica del naturalista y explorador francés Alcide d'Orbigny.
En 1870 se produjo en esta zona uno de los últimos malones indios.
Luego de la conquista del desierto varios terratenientes comenzaron a criar ganado en esta comarca, así como a explotar las salinas. A principios del siglo XX se formó en la isla Jabalí el poblado de Mullhall, hoy apenas un caserío.

## Aspectos geográficos
Longitudinalmente posee un máximo de 40 km de ancho; latitudinalmente tiene unos 80 km de largo, los que se elevan a 95 si se toma como límite sur a la punta Rubia.
Haciendo honor a su nombre, toda la bahía presenta escasa profundidad, con abundantes riberas anegadizas y bancos arenosos que se cubren de agua dos veces al día durante las pleamares. Entre los bancos e islas se presentan canales naturales de aguas permanentes y más profundas, los que son denominados bahías. 
Al estar incluida entre el sector territorial emergido y sus líneas de bases rectas, la legislación argentina considera a su superficie como aguas interiores del país.

### Accidentes geográficos
Islas
Especialmente hacia el frente oceánico se levantan numerosas islas, mayormente de poca altura, pero algunas son muy importantes como sitios de nidificación de aves costeras. Estas islas están flanqueadas por barras, lenguas y bancos arenolimosos, los que quedan al descubierto durante las bajamares. Entre las más importantes se encuentran:
- Isla del Jabalí (de 6000 ha, la única urbanizada)
- Isla Flamenco
- Isla Gama
- Isla de los Césares
- Isla de los Riachos
- Isla Olga
- Isla del Sur
- Isla Gaviota
- Isla Unión
- Isla Morro Indio
- Isla Margarita
- Isla Otero
- Isla Conejo

Bancos
- Banco Nordeste
- Banco Borlazca
- Banco Intermedio
- Banco Culebra
- Banco Víbora
- Banco Serpiente
- Banco Intermedio
- Bancos Oruga
- Banco del Centro
- Banco del Perro
- Banco Gaviota

Bahías
- Bahía San Blas
- Bahía Unión

Canales
- Canal Culebra
- Canal Oruga

### Características geográficas
Características geomorfológicas
Sus costas son bajas, conformadas por mantos de arena o pedregullo. En algunos sectores se presentan “cangrejales”, es decir, fangos limosos habitados por cangrejos y otros crustáceos; poseen fuerte contenido de materia orgánica, en especial los del sector norte de la bahía. Aquí aparecen por primera vez, viniendo desde el norte, las características playas de cantos rodados, las que serán dominantes en el resto del litoral patagónico.
Sus costas occidentales son el último escalón de las mesetas australes bonaerenses, las que llegan a las costas con algunas lomas, por ejemplo la loma de los Tres Bonetes, o la loma de la Pirámide. Bordea la bahía un cordón de dunas de 1 o 2 kilómetros de ancho. En algunos puntos, bajo la arena de la costa o formando restingas, se presentan las areniscas gris-azuladas del río Negro. Hacia el norte se encuentra la fase final de la llanura aluvional fluvial creada por los brazos divagantes más australes del delta del río Colorado, especialmente el llamado río Colorado Viejo.
Características climáticas
Posee un clima semiárido, algo ventoso, en especial en primavera. Las precipitaciones anuales son del orden de los 450 mm en las costas del sudoeste, mientras que superan los 500 mm en el extremo nordeste. 
Se producen heladas en todos los inviernos, acompañadas por suaves nevadas en algunos de ellos. La temperatura media anual es de algo más de 15 °C, con fluctuaciones marcadas entre el invierno y el verano.
Características oceanográficas

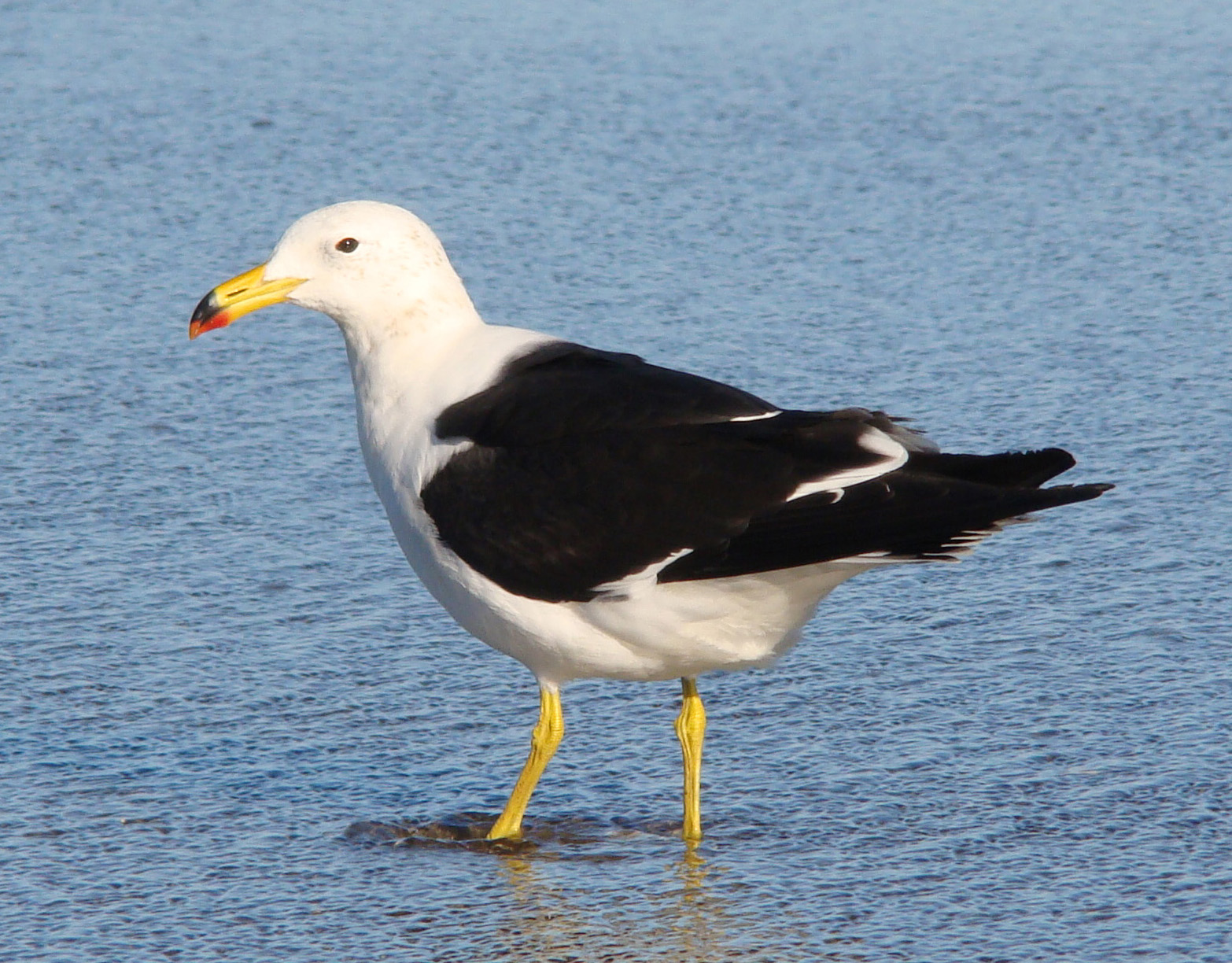
Entre las aves protegidas en la bahía Anegada destaca la gaviota cangrejera (Larus atlanticus), la que cuenta aquí con el 60 % de su población reproductiva a nivel mundial.

Las mareas en su interior son de régimen semidiurno y tienen una amplitud de entre 1 y 2 metros.
Posee aguas poco profundas, parte de las cuales, a raíz de las mareas, entran y salen a la bahía dos veces por día, dejando sectores de su superficie con su lecho expuesto al sol estival.  Cuando vuelven a entrar absorben la sal residual de las aguas evaporadas y el calor acumulado en las superficies que habían quedado en seco; esto hace que, especialmente en el verano, sus aguas sean más cálidas y saladas que las que se encuentran hacia el este, ya en mar abierto.
Localidades
En sus islas o costas se encuentran las localidades de:
- Bahía San Blas. Se ubica en su extremo sur, sobre la bahía homónima, en la costa nordeste de la isla Jabalí. Este pequeño poblado es la única localidad importante de toda la bahía Anegada, la que cuenta con 1100 habitantes (Indec, 2022), siendo un popular destino para los pescadores deportivos, en especial los de tiburón, razón por la cual cuenta con buena infraestructura turística. La pesca se realiza tanto embarcado como desde la costa, ya que en la zona de cantos rodados a pocos metros de la ribera ya se logra una adecuada profundidad. Es la localidad marítima más septentrional de toda la Patagonia, y más austral de la provincia.
- Balneario Los Pocitos. Situado al sudoeste de la bahía Anegada. Un puente, que supera la ría denominada arroyo del Jabalí, la mantiene conectada con el continente.
- Pueblo Mullhall (en la isla Jabalí).

Acceso
La localidad más importante, bahía San Blas, se encuentra a 55 km de la RN 3, a la que se accede circulando por camino enripiado.

## Área natural protegida
A la totalidad de las aguas someras de la bahía Anegada, además de todas sus costas, les fue conferida una figura jurídica provincial para su conservación, con el título de «área natural protegida Bahía San Blas – Bahía Anegada», con una superficie, si se suman aguas y tierras, de 315 000 ha. Fue creada en el año 1987, por ley provincial 10492. En 2006 fue transferida a la Subsecretaría de Actividades pesqueras, lo que desvirtuó parte de su carácter primario como área protegida. Se mantiene un sector austral de la superficie original como “reserva provincial de objetivo definido Bahía San Blas – Isla Gama”, con una superficie de 7386 ha.
Entre las aves que alberga destaca la gaviota cangrejera (Larus atlanticus), la que cuenta aquí con el 60 % de su población reproductiva a nivel mundial. 
La bahía está cada vez más invadida por una especie invasora, la ostra coreana (Magallana gigas), debido a la introducción antinatural de la especie en la bahía. El sector más invadido son las costas de la Isla de Jabalí, aunque ahora con el paso de los 40 años desde su introducción, se expandió por la Bahía Anegada llegando a puntos más remotos de esta, lo que puede desatar un desequilibrio en el ecosistema de la bahía, provocando la desaparición de cangrejales u otros puntos vitales para la vida de muchas especies autóctonas.
La zona sirve como estación intermedia de descanso y alimentación durante las enormes migraciones de aves limícolas neárticas, como chorlos y playeros, los que llegan a la bahía todos los años. Hay apostaderos de lobos marinos de un pelo (Otaria flavescens), y visitas de elefantes marinos del sur (Mirounga leonina), los cuales contaban aquí con importantes colonias en la época de Alcide d'Orbigny, las que fueron exterminadas por la cacería abusiva.
Fitogeográficamente sus costas e islas septentrionales pertenecen al distrito fitogeográfico del caldén de la provincia fitogeográfica del espinal, mientras que el resto se incluyen en el distrito fitogeográfico del monte de llanuras y mesetas de la provincia fitogeográfica del monte.
Ecorregionalmente sus costas e islas  pertenecen a las ecorregiones terrestres espinal —las septentrionales— y del monte de llanuras y mesetas —en el caso del resto—, mientras que sus aguas oceánicas se incluyen en la Ecorregión marina plataforma Uruguay–Buenos Aires.